# Club Calcio Catania 1957-1958
Questa pagina raccoglie le informazioni riguardanti il Club Calcio Catania nelle competizioni ufficiali della stagione 1957-1958.

## Stagione
Il clamoroso flop di Modena prepara l'ennesima estate al veleno catanese, i vertici societari rimangono invariati con Agatino Pesce al vertice, così come l'allenatore Gipo Poggi, vengono invece messi fuori rosa quelli che sono ritenuti i capri espiatori della sconfitta shock, che ha privato della massima serie la squadra etnea, Origgi, Malinverni e Celio. La prima linea perde due pezzi da novanta quali Bicicli e Uzzecchini tornati a Inter e Sampdoria, ma trova Riccardo Carapellese un'icona del calcio italiano, protagonista nell'ultimo decennio in nazionale e con le maglie di Torino, Juventus, Milan e Genoa, a 36 anni "Carappa" è chiamato a Catania a fare da chioccia ai giovani rossazzurri Buzzin, Perin e Palazzoli. L'entusiasmo perso a metà giugno indirizza male la nuova stagione, le prime quattro trasferte sono altrettante sconfitte, dopo undici giornate si cambia allenatori, per cinque gare la coppia Cocò Nicolosi e Carapellese cerca di radrizzare la stagione senza riuscirvi, dopo la sconfitta di Novara alla 17ª giornata viene chiamato in panca Francesco Capocasale, si chiuderà con lui in panchina la stagione cadetta 1957-1958 a 30 punti a metà classifica.

## Rosa
| N. |                   | Ruolo | Calciatore           |
| -- | ----------------- | ----- | -------------------- |
|    | Italia (bandiera) | A     | Sebastiano Buzzin    |
|    | Italia (bandiera) | C     | Ferruccio Caceffo    |
|    | Italia (bandiera) | A     | Riccardo Carapellese |
|    | Italia (bandiera) | A     | Angelo Caroli        |
|    | Italia (bandiera) | D     | Leandro Colangeli    |
|    | Italia (bandiera) | D     | Mario Corti          |
|    | Italia (bandiera) | A     | Renato Gelio         |
|    | Italia (bandiera) | C     | Elio Grani           |
|    | Italia (bandiera) | P     | Gino Menozzi         |
|    | Italia (bandiera) | A     | Innocente Meroi      |

| N. |                   | Ruolo | Calciatore       |
| -- | ----------------- | ----- | ---------------- |
|    | Italia (bandiera) | C     | Nilo Palazzoli   |
|    | Italia (bandiera) | A     | Francesco Patino |
|    | Italia (bandiera) | D     | Augusto Pedroni  |
|    | Italia (bandiera) | C     | Sergio Perin     |
|    | Italia (bandiera) | D     | Pietro Podestà   |
|    | Italia (bandiera) | C     | Ermanno Righetto |
|    | Italia (bandiera) | P     | Antonio Seveso   |
|    | Italia (bandiera) | D     | Guglielmo Toros  |
|    | Italia (bandiera) | D     | Gastone Zera     |

## Risultati

### Campionato

#### Girone di andata
| Arbitro: | Grillo (Afragola) |

|                  |           |  |
| Gianmarinaro 12’ | Marcatori |  |

| Catania 22 settembre 1957 2ª giornata | Catania        | 0 – 0 | Triestina | Stadio Cibali\| Arbitro: \| Boati (Milano) \| |
| Arbitro:                              | Boati (Milano) |       |           |                                               |

| Arbitro: | Guarnaschelli (Pavia) |

|                     |           |                         |
| Gelio 62’ Grani 79’ | Marcatori | 38’ Scarascia 74’ Gaeta |

| Arbitro: | Adami (Roma) |

|           |           |  |
| Milan 80’ | Marcatori |  |

| Arbitro: | Perego (Milano) |

|           |           |  |
| Perni 27’ | Marcatori |  |

| Arbitro: | Angelini (Firenze) |

|            |           |  |
| Patino 52’ | Marcatori |  |

| Arbitro: | Caputo (Napoli) |

|                          |           |  |
| Barbieri 3’ Di Fraia 89’ | Marcatori |  |

| Arbitro: | Rebuffo (Milano) |

|             |           |           |
| Biagini 90’ | Marcatori | 62’ Meroi |

| Catania 10 novembre 1957 9ª giornata | Catania           | 0 – 0 | Como | Stadio Cibali\| Arbitro: \| Grillo (Afragola) \| |
| Arbitro:                             | Grillo (Afragola) |       |      |                                                  |

| Arbitro: | Guarnaschelli (Pavia) |

|                            |           |  |
| Caroli 23’ Carapellese 29’ | Marcatori |  |

| Arbitro: | Gambarotta (Genova) |

|                                    |           |  |
| Danova 33’ (rig.) Carminati II 65’ | Marcatori |  |

| Arbitro: | Basciu (Genova) |

|          |           |  |
| Nova 36’ | Marcatori |  |

| Arbitro: | Caputo (Napoli) |

|                 |           |                             |
| Buzzin 14’, 69’ | Marcatori | 7’ Dell'Omodarme 53’ Azzali |

| Arbitro: | Fornari (Bologna) |

|                           |           |  |
| Gelio 45’ Carapellese 88’ | Marcatori |  |

| Arbitro: | Genel (Trieste) |

|              |           |                     |
| Passarin 54’ | Marcatori | 84’ (aut.) Ballacci |

| Arbitro: | Cerutti (Legnano) |

|                       |           |  |
| Manzino 21’, 72’, 76’ | Marcatori |  |

| Arbitro: | Adami (Roma) |

|                            |           |                  |
| Carapellese 48’ Buzzin 79’ | Marcatori | 46’ (aut.) Grani |

#### Girone di ritorno
| Arbitro: | Mori (Cremona) |

|                      |           |  |
| Meroi 12’ Caroli 65’ | Marcatori |  |

| Arbitro: | Adami (Roma) |

|                                                       |           |            |
| Olivieri 19’ Rimbaldo 48’ Szőke 49’ Milani 85’ (rig.) | Marcatori | 30’ Patino |

| Arbitro: | De Magistris (Torino) |

|                          |           |                            |
| Barbolini I 7’ Lugli 21’ | Marcatori | 29’ Carapellese 66’ Buzzin |

| Arbitro: | Perego (Milano) |

|                 |           |             |
| Carapellese 60’ | Marcatori | 18’ Canella |

| Arbitro: | De Robbio (Torre Annunziata) |

|                 |           |  |
| Carapellese 42’ | Marcatori |  |

| Arbitro: | Boati (Milano) |

|  |           |                       |
|  | Marcatori | 34’ Caroli 75’ Patino |

| Catania 9 marzo 1958 24ª giornata | Catania               | 0 – 0 | Sambenedettese | Stadio Cibali\| Arbitro: \| De Marchi (Pordenone) \| |
| Arbitro:                          | De Marchi (Pordenone) |       |                |                                                      |

| Catania 16 marzo 1958 25ª giornata | Catania          | 0 – 0 | Palermo | Stadio Cibali\| Arbitro: \| Rebuffo (Milano) \| |
| Arbitro:                           | Rebuffo (Milano) |       |         |                                                 |

| Arbitro: | Fornari (Bologna) |

|                                   |           |                    |
| Baldini 19’, 32’ Stefanini II 88’ | Marcatori | 4’ (aut.) Ferrazzi |

| Bari 6 aprile 1958 27ª giornata | Bari           | 0 – 0 | Catania | Stadio della Vittoria\| Arbitro: \| Mori (Cremona) \| |
| Arbitro:                        | Mori (Cremona) |       |         |                                                       |

| Arbitro: | De Robbio (Torre Annunziata) |

|  |           |                  |
|  | Marcatori | 30’ Carminati II |

| Catania 20 aprile 1958 29ª giornata | Catania      | 0 – 2 A tav. | Brescia | Stadio Cibali\| Arbitro: \| Vanni (Pisa) \| |
| Arbitro:                            | Vanni (Pisa) |              |         |                                             |

| Parma 27 aprile 1958 30ª giornata | Parma           | 0 – 0 | Catania | Stadio Ennio Tardini\| Arbitro: \| Ubezio (Novara) \| |
| Arbitro:                          | Ubezio (Novara) |       |         |                                                       |

| Arbitro: | Babini (Ravenna) |

|                              |           |                      |
| Serradimigni 34’ Regalia 51’ | Marcatori | 39’ Patino 89’ Corti |

| Arbitro: | Cataldo (Roma) |

|                           |           |              |
| Buzzin 14’, 35’ Meroi 63’ | Marcatori | 84’ Fontanot |

| Catania 18 maggio 1958 33ª giornata | Catania         | 0 – 0 | Novara | Stadio Cibali\| Arbitro: \| Genel (Trieste) \| |
| Arbitro:                            | Genel (Trieste) |       |        |                                                |

| Arbitro: | Perego (Milano) |

|                   |           |             |
| Biagioli 44’, 52’ | Marcatori | 69’ Caceffo |

## Statistiche

### Statistiche di squadra
| Competizione | Punti | In casa | In casa | In casa | In casa | In casa | In casa | In trasferta | In trasferta | In trasferta | In trasferta | In trasferta | In trasferta | Totale | Totale | Totale | Totale | Totale | Totale | DR |
| Competizione | Punti | G       | V       | N       | P       | Gf      | Gs      | G            | V            | N            | P            | Gf           | Gs           | G      | V      | N      | P      | Gf     | Gs     | DR |
| ------------ | ----- | ------- | ------- | ------- | ------- | ------- | ------- | ------------ | ------------ | ------------ | ------------ | ------------ | ------------ | ------ | ------ | ------ | ------ | ------ | ------ | -- |
| Serie B      | 30    | 17      | 7       | 8       | 2       | 18      | 10      | 17           | 1            | 6            | 10           | 11           | 26           | 34     | 8      | 14     | 12     | 29     | 36     | -7 |

### Statistiche dei giocatori
| Giocatore      | Serie B  | Serie B |
| Giocatore      | Presenze | Reti    |
| -------------- | -------- | ------- |
| S. Buzzin      | 33       | 6       |
| F. Caceffo     | 19       | 1       |
| R. Carapellese | 19       | 6       |
| A. Caroli      | 17       | 3       |
| L. Colangeli   | 19       | 0       |
| M. Corti       | 30       | 1       |
| R. Gelio       | 32       | 2       |
| E. Grani       | 32       | 1       |
| G. Menozzi     | 4        | -7      |
| I. Meroi       | 20       | 3       |
| N. Palazzoli   | 17       | 0       |
| F. Patino      | 20       | 4       |
| A. Pedroni     | 13       | 0       |
| S. Perin       | 10       | 0       |
| P. Podestà     | 19       | 0       |
| E. Righetto    | 6        | 0       |
| A. Seveso      | 30       | -27     |
| G. Toros       | 32       | 0       |
| G. Zera        | 2        | 0       |